# Sławomir Sierakowski

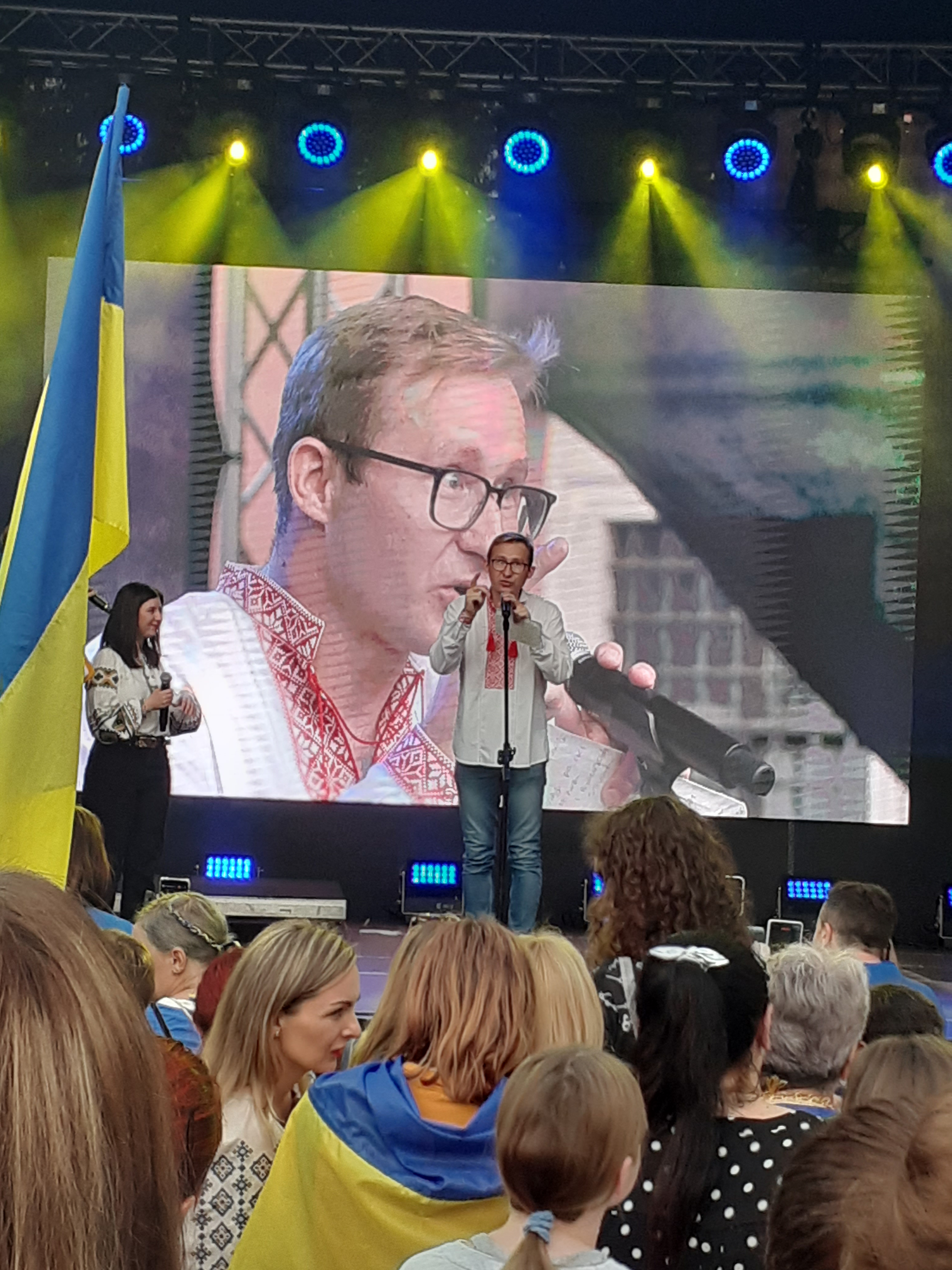
Sławomir Sierakowski bei einer Ukraine-Solidaritätsveranstaltung 2022

Sławomir Witold Sierakowski ([swaˈvɔmir ɕɛraˈkɔfskʲi]; * 4. November 1979) ist ein polnischer Publizist und Verleger. Er ist Gründer und Chefredakteur der Zeitschrift Krytyka Polityczna (Politische Kritik).

## Ausbildung
Sierakowski studierte Gesellschaftswissenschaften an der Warschauer Universität mit Abschluss 2003 und war Stipendiat des Collegium Invisible, des polnischen Bildungsministers, des Goethe-Instituts, der GFPS, des DAAD sowie des amerikanischen German Marshall Fund.

## Öffentliches Wirken
Im Jahr 2002 gründete er das Quartalsheft Krytyka Polityczna (Politische Kritik) und ist seitdem ihr Chefredakteur und Verlagsleiter. Er leitete zudem ein 2012 geschlossenes Kulturzentrum in Warschau.
Seit 2005 ist er Vorsitzender der Stowarzyszenie im. Stanisława Brzozowskiego (Stanisław-Brzozowski-Gesellschaft), die fünf kulturelle Zentren (in Warschau, Danzig, Lodz und Kiew) sowie 25 lokale Kreise im In- und Ausland koordiniert; zu ihr gehören auch der Verlag, das Quartalsheft sowie ein Internetportal.
Im Oktober 2008 initiierte er einen Offenen Brief an die europäische öffentliche Meinung, der von 250 führenden Intellektuellen unterzeichnet worden ist und sich für den EU-Verfassungsvertrag sowie ein föderales Europa einsetzt. Der Brief wurde in einer Vielzahl europäischer Leitmedien publiziert, wie z. B. Le Monde, Frankfurter Allgemeine Zeitung, Rzeczpospolita und Gazeta Wyborcza.
Sein publizistisches Werk umfasst 400 Essays und Editorials über polnische und europäische Politik, Kultur und Geisteswissenschaft. Seine Interviews (mit beispielsweise Jürgen Habermas, Michael Walzer, Charles Taylor, Ulrich Beck, Slavoj Žižek, Ernesto Laclau, Hayden White, Chantal Mouffe, Michel Houellebecq, Michel Faber, Amos Oz, Etgar Keret, David Grossman) und Bücherkritiken wurden in polnischen, französischen, tschechischen, israelischen, ukrainischen, bulgarischen und rumänischen Tageszeitungen und Wochen- und Monatszeitschriften publiziert, darunter Guardian, New York Times sowie die Tageszeitung.
Im Frühjahr 2022 war Sierakowski Initiator einer Geldsammlung für eine Kampfdrohne des türkischen Typs Bayraktar TB2, die dem ukrainischen Militär im Abwehrkrieg gegen die russischen Aggressoren zur Verfügung gestellt werden sollte. Die Sammlung erbrachte 22,5 Millionen Zloty (4,7 Millionen Euro).

## Künstlerisches Wirken
Sierakowski nahm als Co-Drehbuchautor und Schauspieler an einem Kunstprojekt der israelischen Künstlerin Yael Bartana teil, das aus den drei Filmen „Mary Koszmary“ (Alpträume, 2008), „Mur i wieża“ (Mauer und Turm) sowie „Zamach“ (Attentat, 2011). Das Projekt repräsentierte Polen bei der 54. Kunstbiennale in Venedig.